# Bébé philanthrope
 (juillet 2025).
Pour plus de détails, voir Fiche technique et Distribution.
Bébé philanthrope  est un film muet français réalisé par Louis Feuillade et sorti en 1911.
Ce film fait partie de la série des Bébé.

## Fiche technique
- Titre : Bébé philanthrope
- Réalisation : Louis Feuillade
- Scénario : Louis Feuillade
- Société de production : Société des Établissements L. Gaumont
- Pays d'origine :  France
- Langue : film muet avec les intertitres en français
- Format : Noir et blanc — 35 mm — 1,33:1 — Muet
- Métrage : 150 m
- Genre : Comédie
- Durée : 5 minutes
- Date de sortie : 
  - France : février 1911

## Distribution
- René Dary : Bébé (comme Clément Mary)
- Renée Carl : la mère